# 阿尔多韦尔
阿尔多韦尔（西班牙语）是西班牙加泰罗尼亚塔拉戈纳省的一个市镇。总面积20平方公里，总人口774人（2001年），人口密度39人/平方公里。